# Migeddordschiin Battschimeg
Battschimeg Migeddordschiin (mongolisch Мигэддоржийн Батчимэг, en.: Batchimeg Migeddorj; geb. 26. Januar 1973, Taragt, Öwörchangai-Aimag; gest. 17. Oktober 2020) war eine mongolische Diplomatin und Politikerin. Als Expertin für auswärtige Angelegenheiten fungierte sie von 2009 bis 2012 als nationale Sicherheitsberaterin des Präsidenten der Mongolei und von 2012 bis 2016 war sie Abgeordnete im Parlament.

## Leben

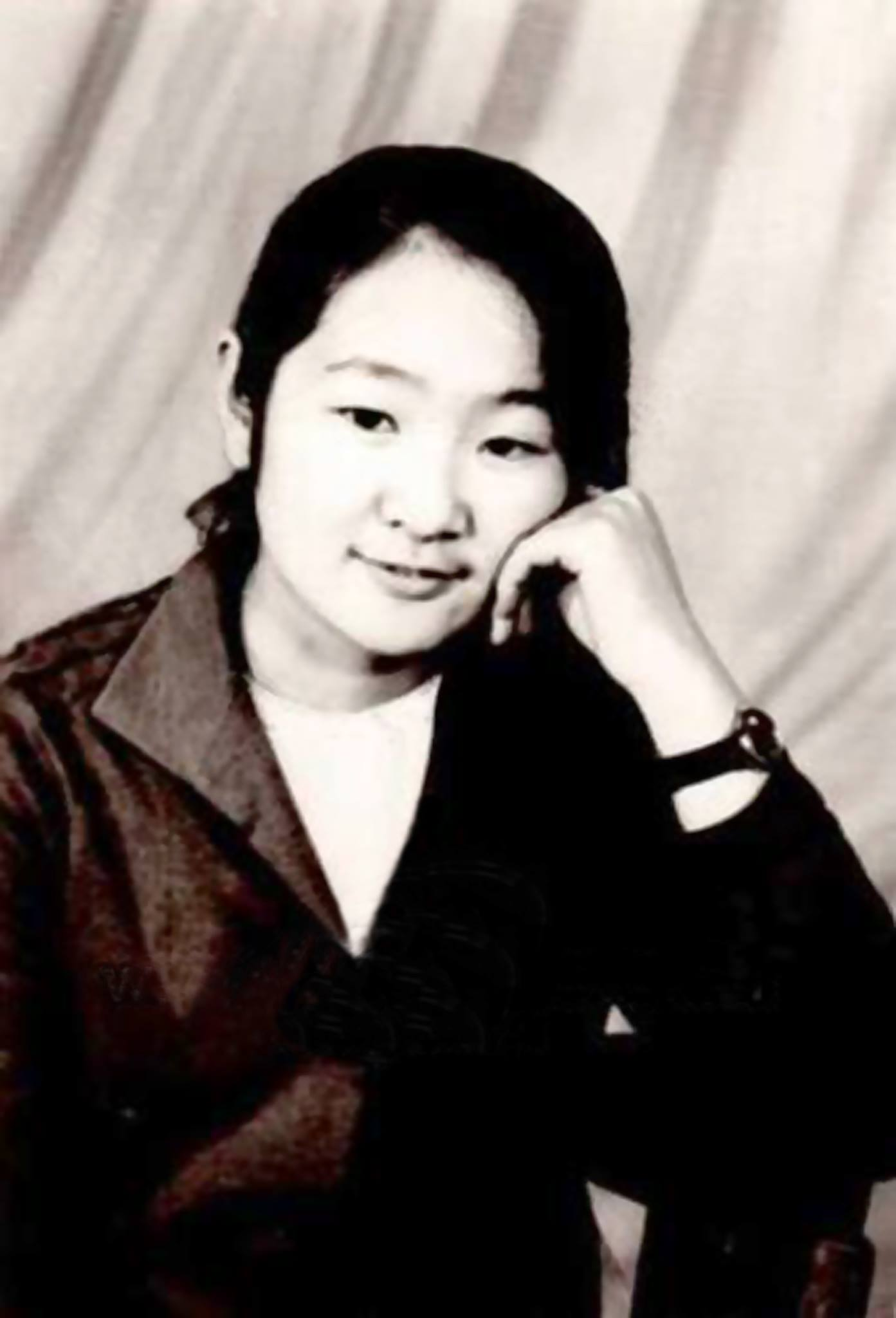
Batchimeg Migeddorj in ihrer Schulzeit

Batchimeg Migeddorj wurde 1973 in einem Distrikt der Provinz Öwörchangai geboren. Ihr Vater war ein Ingenieur und ihre Mutter Lehrerin.
Nach dem Abschluss der Oberschule in der Provinzhauptstadt Arwaicheer 1990 besuchte sie kurzzeitig die University of the Humanities (Хүмүүнлэгийн ухааны их сургууль), bevor sie an die Universität für Sprache und Kultur Peking wechselte, wo sie 1995 graduierte. 1999 erwarb sie einen Master in Political Science an der National Defense University (Дамдин Сүхбаатарын Батлан хамгаалахын их сургууль). Später machte sie einen Ph.D. an der Nationaluniversität Taiwan.
Batchimeg arbeitete ein Jahrzehnt (1995–2005) als leitende Forscherin am Institute for Strategic Studies of Mongolia. Ihre Forschung war auf China konzentriert, sowie weitere große Mächte in Nordostasien, sowie auf die Beziehungen der Vereinigten Staaten mit den Ländern der Region. 2005 verließ sie das Institute for Strategic Studies, um als Trade and Economic Representative der Mongolei in Taipeh zu arbeiten. Dort blieb sie bis 2008. Sie kehrte von 2008 bis 2009 als Beraterin ans Institut zurück.
2009 wurde Batchimeg zur Sicherheitsberaterin für den mongolischen Präsidenten Tsachiagiin Elbegdordsch ernannt. Sie diente in dieser Aufgabe bis 2012. Während ihrer Amtszeit wählte die Asia Society 2010 sie in ihr Asia 21 Fellowship Program.

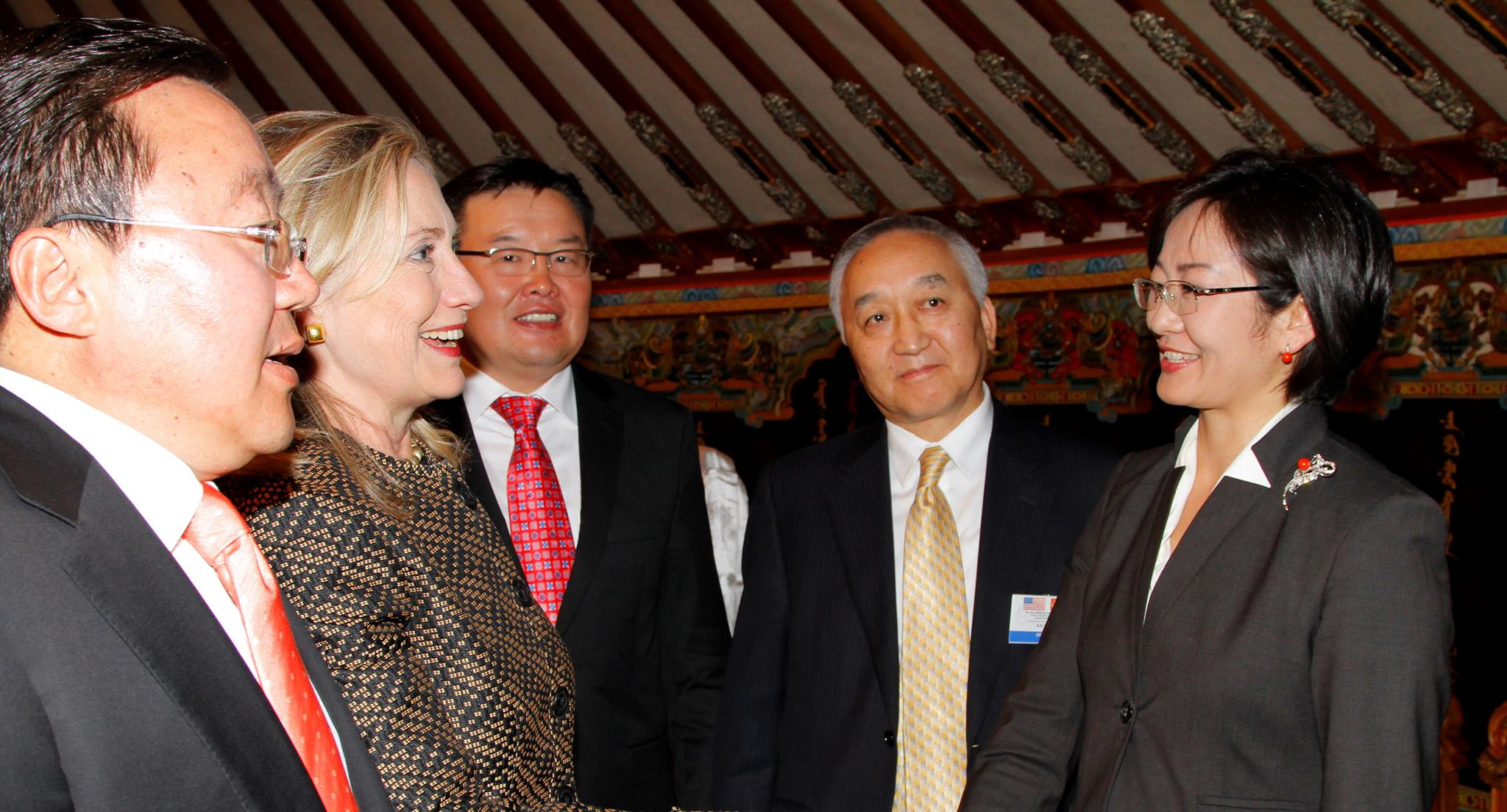
Batchimeg und die damalige Außenministerin der Vereinigten Staaten, Hillary Clinton, bei deren Besuch in der Mongolei 2012

Bei der Wahl 2012 wurde sie in den Großen Staats-Chural (Parlament) gewählt und wurde im März 2013 eine von neun Frauen in Parlament. Sie war Mitglied der Demokratischen Partei und des National Consultative Committees der Partei.
In ihrer Amtszeit konzentrierte sich Batchimeg auf Außen- und Verteidigungspolitik, sowie Themen wie Kinderbetreuung, Verkehrssicherheit und Mongolische Sprache. Sie beteiligte sich auch an den Bemühungen zur Reform der Verfassung der Mongolei und setzte ihre Mitarbeit an diesem Projekt noch fort, als sie ihren Sitz nach der Wahl 2016 verloren hatte. Sie arbeitete weiter, bis die Verfassungsänderungen 2019 angenommen wurden.
In ihrer Karriere gründete sie das Ulaanbaatar Center for Policy Research und den Verlag Aurug Publishing.
Batchimeg starb 2020 nach langer Krankheit.